# Битва при Альмагро
Битва при Альмагро состоялась 16 января 1812 года в Альмагро, в провинции Сьюдад-Реаль в Испании, между французской кавалерией дивизионного генерала Анн Франсуа Трельяра и испанской армией генерала Пабло Морильо. Сражение закончилось победой французов.

## Предыстория
Генерал Роланд Хилл, командующий испанской армией на границе с Португалией, покинул свою позицию, чтобы отвлечь внимание Мериды. После этого испанский генерал Пабло Морильо быстро пересёк район Ла-Серена и подошёл к Ла-Манче во главе с отрядом в 2 тыс. человек. Другой источник сообщает о войске в 5 тыс. пехотинцев и 500 всадников в сопровождении 5 артиллерийских орудий.

## Битва
16 января 1812 года Морильо появился перед Альмагро и начал наступление на город. Однако сопротивление гарнизона, встретившего испанцев оружейным огнём, дало генералу Анн Франсуа Трельяру время подойти на помощь осаждённым. Его войско состояло из 400 всадников с двумя артиллерийскими орудиями, хотя есть также упоминание о более слабом отряде в 300 всадников с одним орудием.
Прибыв рано утром, французская кавалерия атаковала испанцев с фланга и полностью разгромила их. Французы начали погоню, и побеждённые быстро покинули Ла-Серену и возвратились в Португалию, понеся большие потери.